# Albino Bazzana
Albino Bazzana ist ein ehemaliger italienischer Skispringer.
Albino Bazzana, der ältere Bruder von Marcello Bazzana, gewann seine erste Nationale Medaille 1969, wo er italienischer Meister im Skispringen wurde. 1970 gewann er hinter Giacomo Aimoni die Silbermedaille. Ein Jahr später musste er sich Mario Cecon und Ezio Damolin geschlagen geben und gewann Bronze. Zwischen 1972 und 1974 gewann er noch einmal Silber.